# Bartolomé Fernández Sánchez
Bartolomé Fernández Sánchez fue un político y militar español.

## Biografía
Fue miembro del PSOE y la UGT desde 1931, al menos. Llegaría a ser concejal del Ayuntamiento de Pozoblanco, durante el periodo de la Segunda República.
Tras el estallido de la Guerra civil se unió a las milicias republicanas. Fue comandante del batallón «Pedroches», organizado en agosto de 1936 y que tendría un activo papel en la batalla de Pozoblanco, en 1937. Durante el resto de la contienda Bartolomé Fernández ostentó el mando de la 73.ª Brigada Mixta y la 38.ª División. A finales de 1938 le fue encomendado el mando de la Columna «F» —llamada así en su honor—, compuesta por las brigadas 25.ª, 43.ª, 88.ª, 198.ª y una brigada de caballería. Al frente de esta unidad tomó parte en la batalla de Valsequillo-Peñarroya, en enero de 1939. Al final de la contienda fue nombrado Jefe superior de la base naval de Cartagena.
Al final del conflicto fue detenido por los franquistas en Cartagena, siendo encarcelado. Juzgado en Consejo de Guerra y condenado a muerte, la pena le sería conmutada posteriormente conmutada por la de prisión. Su intervención en favor de derechistas habría influido en esta conmutación.